# Conrad Hall
Conrad Hall, född 1926, död 2003, var en amerikansk filmfotograf. Han vann Oscar för bästa foto tre gånger.

## Filmografi (i urval)
- 1967 – Rebell i bojor
- 1967 – Med kallt blod
- 1969 – Butch Cassidy och Sundance Kid
- 1976 – Maratonmannen
- 1988 – Tequila Sunrise
- 1993 – Oskyldiga drag
- 1998 – A Civil Action
- 1999 – American Beauty
- 2002 – Road to Perdition